# Archiwum Robla
Archiwum Robla – dokumentacja wytworzona przez zespół pracowników Instytutu Medycyny Sądowej i Kryminalistyki w Krakowie pod kierownictwem dr. Jana Zygmunta Robla podczas badań materiałów, odnalezionych w 1943 w trakcie ekshumacji ofiar zbrodni katyńskiej. 
W 1943 r. Niemcy ujawnili fakt odkrycia grobów pomordowanych polskich oficerów w Katyniu. Rozpoczęte wiosną prace ekshumacyjne, prowadzone były przez władze niemieckie, Międzynarodową Komisję Lekarską (w okresie od 28 do 30 kwietnia) i Komisję Techniczną Polskiego Czerwonego Krzyża. W trakcie ekshumacji odnaleziono liczne dokumenty, fotografie i inne przedmioty, należące do ofiar sowieckiej zbrodni.  
Po zakończeniu badań umieszczone w ponumerowanych kopertach znaleziska (większość z nich – część bowiem zatrzymali Niemcy) przewieziono do Instytutu Medycyny Sądowej i Kryminalistyki w Krakowie (obecnie Instytut Ekspertyz Sądowych), gdzie ich konserwacją i opracowaniem zajął się zespół pracowników Instytutu pod kierunkiem polskiego uczonego doktora Jana Zygmunta Robla, oficera Armii Krajowej. Pracownicy Instytutu dokładnie analizowali zawartość kopert, oczyszczali przechowywane w nich materiały oraz - w miarę możliwości - ustalali tożsamość ich właściciela. Przebieg badań oraz ich efekty i wnioski były opisywane w sprawozdaniach (osobno dla każdej koperty), w niektórych przypadkach wykonywano również odpisy odnalezionych przy ofiarach zapisków (głównie dzienników, notatników czy kalendarzyków). Całość tej dokumentacji stanowiła tzw. Archiwum Robla.
Oryginalne sprawozdania przeznaczone były dla Polskiego Czerwonego Krzyża - po jednej kopii dla Biura Informacyjnego PCK w Warszawie i jego filii w Krakowie. Pierwsza uległa zniszczeniu w czasie Powstania Warszawskiego, druga przejęta została początkowo przez Armię Krajową (w osobie ppłk. Antoniego Hniłki), ale już w 1945 po serii aresztowań dostała się w ręce NKWD. Dr Robel dysponował jednak również dwoma egzemplarzami roboczych kopii dokumentacji swojego zespołu. Po wkroczeniu Armii Czerwonej (oraz NKWD) do Krakowa zostały one zabezpieczone. Jeden egzemplarz Archiwum dr Robel nakazał ukryć woźnemu w budynku Instytutu Ekspertyz Sądowych. Wiosną 1991 materiały te odnaleziono przypadkiem w czasie prac budowlanych w skrytce w więźbie dachowej w siedzibie Instytutu, po czym zostały one opracowane naukowo przez Pracownię Dokumentacji Naukowej Wojskowego Instytutu Historycznego. Całość zbioru opracowanego przez Wojskowy Instytut Historyczny składa się z 285 kopert okładkowych (1146 kart); w tekście występują 2333 nazwiska, do których opracowano indeks osobowy.
Drugi zachowany egzemplarz przechowywał na prośbę dr. Jana Robla jego przyjaciel Franciszek Bielak. Po 1991 r. został on przekazany wraz ze spuścizną Bielaka do Archiwum Nauki PAN i PAU w Krakowie.
Kopie Archiwum Robla odnalezione w 1991 zostały przekazane przez stronę polską w ramach pomocy prawnej Głównej Prokuraturze Wojskowej ZSRR prowadzącej śledztwo w sprawie zbrodni katyńskiej.
Oryginalne dokumenty i przedmioty odnalezione w Katyniu zostały wywiezione przez Niemców z Krakowa w dniu 4 sierpnia 1944. Przetransportowano je w skrzyniach do Wrocławia, a następnie dalej na zachód. Ostatnie ślady prowadzą do Radebeul koło Drezna, gdzie dokumentacja miała zostać spalona na terenie miejscowej stacji kolejowej pod koniec kwietnia lub na początku maja 1945. Magazynier opiekujący się skrzyniami został aresztowany przez NKWD (podążało ono tropem transportu) i zniknął bez śladu. W 1957 były polski premier Stanisław Mikołajczyk stwierdził, że według posiadanych przez niego informacji jedna ze skrzyń z materiałami pochodzącymi z Katynia znalazła się w rękach władz amerykańskich.
Część materiałów z Archiwum Robla została opublikowana w książkach Stanisława Marii Jankowskiego Czterdziestu co godzinę (2002) i Dzień rozpoczął się szczególnie… (2003).